# エリー・ランツマン
エリー・ランツマン（Erie Landsman, 1930年6月4日 - ）は、ドイツの俳優。

## 映画
- 青島要塞爆撃命令（1963年、古澤憲吾監督、東宝） - 機関手[1]